# Buick Modell 5
Der Buick Modell 5 war ein Personenkraftwagen des amerikanischen Herstellers Buick.

## Beschreibung
Buick brachte das Modell im Modelljahr 1908 als Nachfolger des Modells K auf den Markt. Es war das Spitzenmodell des Herstellers.
Angetrieben wurde der Wagen von einem großen Vierzylinder-Reihenmotor, der aus einem Hubraum von 5506 cm³ eine Leistung von 40 bhp (29 kW) entwickelte. Eine Besonderheit war die T-Kopf-Ventilsteuerung. Der Motor war vorne eingebaut und trieb über eine Kette die Hinterachse an. Die Fahrzeuge hatten Stirnradgetriebe mit 3 Vorwärtsgängen.
Der Radstand betrug 2743 mm. Die einzige verfügbare Karosserievariante war ein fünfsitziger Tourer. Das Fahrzeug wog 1676 kg. Das Modell war in Rot oder Blau erhältlich und hatte elfenbeinfarbene Holzspeichenräder und Verzierungen.
Es entstanden 402 Exemplare. Nachfolger war im Folgejahr das Modell 6A.

## Noch existierende Fahrzeuge
Am 29. Juli 1999 wurde ein Buick Modell 5 mit dem britischen Kennzeichen DS 8447 für 18.500 Pfund Sterling versteigert. Dieses Fahrzeug ist im Museo de coches antiguos y clásicos im spanischen San Esteban de Galdames ausgestellt.
Im Automuseum Oldtimer im belgischen Reninge steht ebenfalls ein alter Buick. Laut Museumsangaben handelt es sich dabei um einen Buick Modell 5, allerdings ist der Hubraum mit 5964 cm³ angegeben.

## Quelle
- Beverly R. Kimes, Henry A. Clark jun.: Standard Catalog of American Cars 1805–1942. Krause Publications, Iola 1985, ISBN 0-87341-045-9, S. 155. (englisch)